# 玉山站 (庆尚北道)
玉山站（：／ Oksan yeok */?）是慶北線沿線的一座鐵路車站，位於韓國庆尚北道尚州市功城面，有無窮花號列車停靠。

## 历史
- 1924年10月1日 - 落成使用。

## 相鄰車站
韓國鐵道公社
慶北線
金泉－玉山－青里